# 皇至道
皇 至道（すめらぎ しどう、1899年（明治32年）6月19日 - 1988年（昭和63年）9月27日）は、日本の教育学者。専門は教育行財政学。長年にわたり、多くの教育者、教育学者を育成した。1973年（昭和48年）に勲二等瑞宝章を受章。
元テレビ朝日プロデューサー・皇達也は長男。弟に、東北大学名誉教授、のち玉川大学文学部長を務めた皇晃之（名は、きらゆき。1908年 - 2004年）がいる。こちらも専門は教育行財政学。

## 来歴・人物
滋賀県愛知郡湖東町（現・東近江市）出身。広島高等師範学校、広島文理科大学卒業。広島高等師範学校講師、広島文理科大学教授、広島大学教育学部教授、同教育学部長（連続5期）を経て、1963年（昭和38年）、森戸辰男の後を継ぎ、第2代学長に就任した。行政経験豊かで、大学研究の第一人者でもあった皇は、大学整備計画を推進し、歯学部等の設置を行なったが、1966年に不正入試事件（入試問題漏洩事件）が発生し事務官3人が懲戒免職される事態になると、皇は道義的責任をとって同年6月に任期途中で辞任した。文部省の教育職員養成審議会委員、学術奨励審議会委員を歴任するとともに日本教育学会理事、教育史学会理事、中国四国教育学会会長、日本教育行政学会理事および代表理事などを務めた。
現代の教育原理、教育史研究、教育制度史、大学制度研究、教育行政学を研究した。『皇至道著作集』（全五巻）などの著書がある。1988年（昭和63年）死去、享年90（満89歳没）。　

## 年譜
- 1899年（明治32年）滋賀県愛知郡湖東町（現・東近江市北花沢町）に、父の浄願寺住職・皇順諒と、母高千代の長男として出生
- 1914年（大正3年）4月滋賀県師範学校本科第一部入学
- 1920年（大正9年）
  - 3月滋賀県師範学校卒業（この間病気療養のため、1ヵ年休学）
  - 3月31日、滋賀県犬上郡東甲良尋常高等小学校訓導
- 1921年（大正10年）4月、広島高等師範学校第二部（英語科）入学[1]
- 1925年（大正14年）
  - 3月7日、広島高等師範学校卒業
  - 3月31日、兵庫県姫路師範学校教諭兼訓導[1]
- 1929年（昭和4年）4月22日、広島文理科大学（教育学専攻）入学[1]
- 1932年（昭和7年）
  - 3月7日、広島文理科大学卒業[1]、卒業論文「ソクラテスとプラトンの教育的関係」
  - 3月31日、広島文理科大学（教育学科）助手[1]
- 1933年（昭和8年）研究室の長田新らとともに雑誌『教育科学』を創刊し、七号まで編集代表を務める[3]
- 1934年（昭和9年）3月31日、広島文理科大学講師[1]
- 1935年（昭和10年）3月31日、広島高等師範学校講師を兼職（1938年4月8日解任）
- 1938年（昭和13年）2月9日、広島文理科大学助教授[1]
- 1944年（昭和19年）11月20日、広島高等師範学校および広島臨時教員養成所講師を兼職
- 1948年（昭和23年）
  - 2月1日、広島文理科大学教育学教室主任
  - 2月20日、広島文理科大学教授[1]
  - 8月1日、広島文理科大学より文学博士の学位取得。学位論文「大学制度の研究」、副論文「シュタインの教育行政学」
- 1951年（昭和26年）1月31日、広島大学教育学部教授を兼職
- 1953年（昭和28年）
  - 4月1日、広島大学教授に配置換、広島文理科大学教授併任
  - 6月1日、広島大学教育学部長[1]、広島大学大学院教育学研究科長。
- 1957年（昭和32年）10月22日、ビルマ政府の招聘により教育顧問として同国へ出張（1958年1月まで）[1]
- 1958年（昭和33年）11月10日、文部省視学委員
- 1963年（昭和38年）4月1日、広島大学学長[1]
- 1964年（昭和39年）
  - 3月16日、学術奨励審議会委員
  - 8月18日、イギリス国政府の招聘により同国へ出張（9月23日まで）
- 1966年（昭和41年）
  - 6月1日、広島大学学長を辞職
  - 9月13日、広島大学名誉教授の称号を受ける
  - 12月7日、青少年育成広島県民会議会長
- 1967年（昭和42年）10月12日、広島県後期中等教育検討委員会委員長
- 1970年（昭和45年）7月18日、広島県医療機関整備審議会会長
- 1973年（昭和48年）4月29日、勲二等瑞宝章を受章
- 1977年（昭和52年）
  - 4月21日、広島県コミュニティづくり推進協議会会長
  - 5月26日、広島県教育問題懇談会座長
- 1988年（昭和63年）9月27日、脳梗塞のため死去[4]。

## 学会での役職
- 日本教育学会理事 (1947.9）
- 日本教育学会中国四国支部会長（1949.10）
- 教育史学会理事（1956.5.3）
- 日本教育学会中国四国支部会長（1958.10）
- 日本教育行政学会
  - 代表委員（1962.5）
  - 代表理事　（第1期～第2期　1967～71年）
  - 理事　（第3期～第8期　1971～88年）

## 著書
- 『国民教育体制の構想』柳原書店　1942
- 『獨逸教育制度史』柳原書店 1943
- 『西洋教育史』柳原書店　1952
- 『市町村教育委員会の実態』明治図書　1953
- 『現代教師の性格』光風出版　1954
- 『シュタイン』牧書店　1957
- 『西洋教育通史』（玉川大学出版部　1962）
- 『寮生活の教育的意義』日生学園高等学校　1966
- 『個性の本質と個別学習』日生学園高等学校　1967
- 『現代教育学―幸福への道しるべ』明治図書　1968
- 『明日を創造する人間形成論』日生学園高等学校　1968
- 『人間関係の危機における教育』日生学園高等学校　1969
- 『日本教育制度の性格』玉川大学出版部　1970
- 『大学の歴史と改革』講談社　1970
- 『教育行政学原論』第一法規　1974
- 『人類の教師と国民の教師』玉川大学出版部　1975
- 『徳は教えられるか』（お茶の水書房　1976）
- 『皇至道著作集』全5巻 皇至道著作集刊行会編　第一法規　1977
- 『現代教育学』明治図書出版 1990